# Soi Pratuchai
 (décembre 2021).
Soi Pratuchai (aussi dénommé: "Soi Twilight"; thaï : ซอยประตูชัย, signifiant "l'Arc de triomphe") était une zone de divertissement gay dans le district de Bangrak de Bangkok, en Thaïlande,, recevant principalement, mais pas exclusivement, des touristes étrangers et expatriés. Soi Pratuchai fut connu internationalement comme un quartier rouge pour les gays au cœur de Bangkok.
Soi Pratuchai est fermé depuis le 1er avril 2019. Tous les bâtiments seront détruits et certains bars déménageront à proximité, tandis que d'autres seront fermés définitivement.

## Emplacement et disposition
Soi Pratuchai se compose d'une passerelle en forme de «7» qui court entre la route de Surawong, et la route de Rama IV.
Du sud au nord, il y avait beaucoup de bars, restaurants, cafés et salons gay :
- Hot Male Bar[6]
- Banana Bar[7]
- Bar X-Boys
- Bar X Men
- Restaurant Maxis
- Bar des garçons de Bangkok
- Bar Dream Boy[8]
- Bar Fresh Beach Boyz
- Barre de taille X
- Balls Sports Bar
- Classic Boys Club

## Entreprises liées au sexe
La plupart des bars à go-go de Soi Pratuchai présentaient des garçons dansant sur scène. Les danseurs (et même occasionnellement le personnel de service) sont généralement disponibles pour les clients prêts à payer le montant convenu pour les sortir du bar ; les frais pour les services sexuels sont négociés séparément. Certains établissements faisant la publicité de "massages" sont en fait des bordels déguisés, et quelques fameux "bars à pipe" proposent des fellations au bar principal ou dans les arrière-salles.
Plusieurs bars à l'étage proposent encore des shows sexuels (techniquement illégaux), avec des garçons exécutant divers actes créatifs.
Certains établissements de Patpong employaient des kathoeys (ou "ladyboys"), soit exclusivement, soit dans le cadre d'un personnel mixte.
Les bars ouvraient à 18 h et fermaient à 2 h.

## Voir également
- Prostitution en Thaïlande
- LGBT en Thaïlande

## Sources
1. 1 2  « Soi Twilight Bangkok | No. 1 Gay Red Light District - Review Update 2018! », The Gay Passport, 9 juin 2016 (consulté le 13 janvier 2019)
2. ↑  Lonely Planet 2004, p. 135.
3. ↑  (ru) « Soi Twilight (Soi Pratuchai) - справочник мест для гей туриста », гей гид (consulté le 13 janvier 2019)
4. 1 2  Stapleton 2011.
5. ↑  Jackson 2011, p. 168.
6. ↑  Miksche, « Exploring Soi Twilight, Bangkok's gay red-light district (Part 1) », Xtra, 21 décembre 2016 (consulté le 13 janvier 2019)
7. ↑  « Soi Twilight Bars In 2017 - Gay Bangkok », The Naughty Nomad, 15 novembre 2017 (consulté le 13 janvier 2019)
8. ↑  Swe, « Top 10 gay bars in Bangkok », Coconuts, 18 octobre 2013 (consulté le 13 janvier 2019)
9. ↑  « Nightlife District », Nightlife District (consulté le 13 janvier 2019)
10. ↑  « Gay Massage: Bangkok Gay Massage », Gay Massage, 27 juillet 2012 (consulté le 13 janvier 2019)
11. ↑  Mendoza, « A peek at Bangkok's Soi Twilight », Outrage Magazine, 18 octobre 2013 (consulté le 13 janvier 2019)
12. ↑  Das, « Guttersnipe Das: An Evening in Soi Twilight », Guttersnipe Das, 31 juillet 2010 (consulté le 13 janvier 2019)